# Макаренко Руслан Леонідович
Руслан Леонідович Макаренко — старший солдат Збройних сил України, учасник російсько-української війни, що відзначився під час російського вторгнення в Україну в 2022 році.
Брав участь в АТО на сході України в складі 5-тої батальйонної тактичної групи (с. Терентьївка Полтавської обл., в/ч А1493), обіймав посаду водія.

## Нагороди
- орден «За мужність» III ступеня (2022) — за особисту мужність і самовіддані дії, виявлені у захисті державного суверенітету та територіальної цілісності України, вірність військовій присязі[2].